# قائد القوات المسلحة (الصومال)
قائد القوات المسلحة الصومالية هو المسؤول عن الإدارة والمراقبة العملياتية لجميع فروع الجيش الصومالي التي تضم (الجيش، والبحرية، والقوات الجوية) وبالتالي فهو القائد العام للقوات المسلحة الصومالية، ويبقى في المنصب لمدة سنتين، وعادةً ما تكون الرتبة التي يشغلها الرؤساء هي ثاني أعلى رتبة وأعلى رتبة متاحة في وقت السلم في القوات المسلحة الصومالية، وهي رتبة لواء.

## قائمة قادةالقوات المسلحة الصومالية

### جمهورية الصومالوجمهورية الصومال الديمقراطية(1960-1991)
| الترتيب | الصورة | الاسم (الميلاد-الوفاة)                  | فترة الحكم    | فترة الحكم | فترة الحكم  | مرجع  |
| الترتيب | الصورة | الاسم (الميلاد-الوفاة)                  | استلم المنصب  | ترك المنصب | المدة       | مرجع  |
| ------- | ------ | --------------------------------------- | ------------- | ---------- | ----------- | ----- |
| 1       |        | اللواء داود عبد الله حرسي (1925 - 1965) | 12 أبريل 1960 | 1965       | 4 - 5 سنوات | [ 3 ] |
| 2       |        | اللواء محمد سياد بري (1910 - 1995)      | 1965          | 1969       | 3- 4 سنوات  | [ 3 ] |
| 3       |        | الفريق محمد علي سمتر (1931 - 2016)      | 1969          | 1991       | 17 - 18 سنة | [ 2 ] |

### الحكومة الاتحادية الانتقالية الصومالية(2004-2012)
| الترتيب | الصورة | الاسم (الميلاد-الوفاة)     | فترة الحكم     | فترة الحكم     | فترة الحكم    | مرجع   |
| الترتيب | الصورة | الاسم (الميلاد-الوفاة)     | تسلم المنصب    | غادر المنصب    | المدة         | مرجع   |
| ------- | ------ | -------------------------- | -------------- | -------------- | ------------- | ------ |
| 1       |        | اللواء إسماعيل قاسم ناجي   | 15 أبريل 2005  | 10 فبراير 2007 | سنة و 301 يوم | [ 4 ]  |
| 2       |        | اللواء عبد الله علي عمر    | 10 فبراير 2007 | 21 يوليو 2007  | 161 يوم       | [ 5 ]  |
| 3       |        | العميد صالح حسن جامع       | 21 يوليو 2007  | 11 يونيو 2008  | 326 يوم       | [ 6 ]  |
| 4       |        | اللواء سعيد محمد حرسي      | 11 يونيو 2008  | 14 مايو 2009   | 337 يوم       | [ 7 ]  |
| 5       |        | اللواء يوسف عثمان طومال    | 15 مايو 2009   | 6 ديسمبر 2009  | 205 يوم       | [ 8 ]  |
| 6       |        | اللواء محمد جيلي كاهيي     | 6 ديسمبر 2009  | 6 سبتمبر 2010  | 274 يوم       | [ 9 ]  |
| 7       |        | اللواء أحمد جمعالي جيدي    | 6 سبتمبر 2010  | 29 مارس 2011   | 204 يوم       | [ 10 ] |
| 8       |        | اللواء عبد القادر شيخ ديني | 29 مارس 2011   | 13 مارس 2013   | سنة و349 يوم  | [ 11 ] |

### حكومة الصومال الاتحادية(2012حتى الآن)
| الرقم | الصورة | الاسم (الميلاد-الوفاة)       | فترة الحكم     | فترة الحكم     | فترة الحكم      | مرجع          |  |
| الرقم | الصورة | الاسم (الميلاد-الوفاة)       | تسلم المنصب    | غادر المنصب    | المدة           | مرجع          |  |
| ----- | ------ | ---------------------------- | -------------- | -------------- | --------------- | ------------- |  |
| 1     |        | العميد طاهر آدم علمي         | 13 مارس 2013   | 25 يونيو 2014  | سنة و 104 أيام  | [ 11 ]        |  |
| 2     |        | اللواء عبد الله عانود        | 25 يونيو 2014  | 24 سبتمبر 2015 | سنة و91 يوم     | [ 12 ]        |  |
| 3     |        | اللواء محمد آدم أحمد         | 24 سبتمبر 2015 | 5 أبريل 2017   | سنة و 193 يوم   | [ 12 ]        |  |
| 4     |        | اللواء أحمد جمعالي جيدي      | 5 أبريل 2017   | 12 أكتوبر 2017 | 190 يوما        | [ 13 ]        |  |
| 5     |        | اللواء عبد الولي جامع حسين   | 12 أكتوبر 2017 | 16 أغسطس2018   | 308 يوم         | [ 14 ]        |  |
| 6     |        | اللواء طاهر آدم علمي         | 16 أغسطس2018   | 27 أغسطس2020   | سنتين و11 يوم   | [ 15 ]        |  |
| 7     |        | العميد أدوا يوسف راجي        | 27 أغسطس2020   | 19 يونيو 2023  | سنتين و 296 يوم | [ 16 ] [ 17 ] |  |
| 8     |        | اللواء إبراهيم شيخ محي الدين | 19 يونيو 2023  | 9 نوفمبر 2024  | 1 سنة و143 أيام | [ 18 ]        |  |
| 9     |        | اللواء أدوا يوسف راجي        | 9 نوفمبر2024   | حالي           | 132 أيام        | [ 19 ]        |  |